# Iwanko (władca Dobrudży)
Iwanko (bułg. Иванко) – władca Despotatu Dobrudży w latach od około 1386 do 1389 i ponownie 1393–1399.
Był synem Dobroticy. Po jego śmierci w 1385 lub 1386 przejął władzę nad Despotatem Dobrudży. W 1387 roku podpisał traktat handlowy z Genui w Perze. Bił srebrne i brązowe monety, aby zademonstrować swoją niezależność. W 1389 utracił tron w wyniku agresji Mirczy Starego, hospodara wołoskiego. Przy pomocy Turków odzyskał w 1393 roku tron.